# Tien geboden

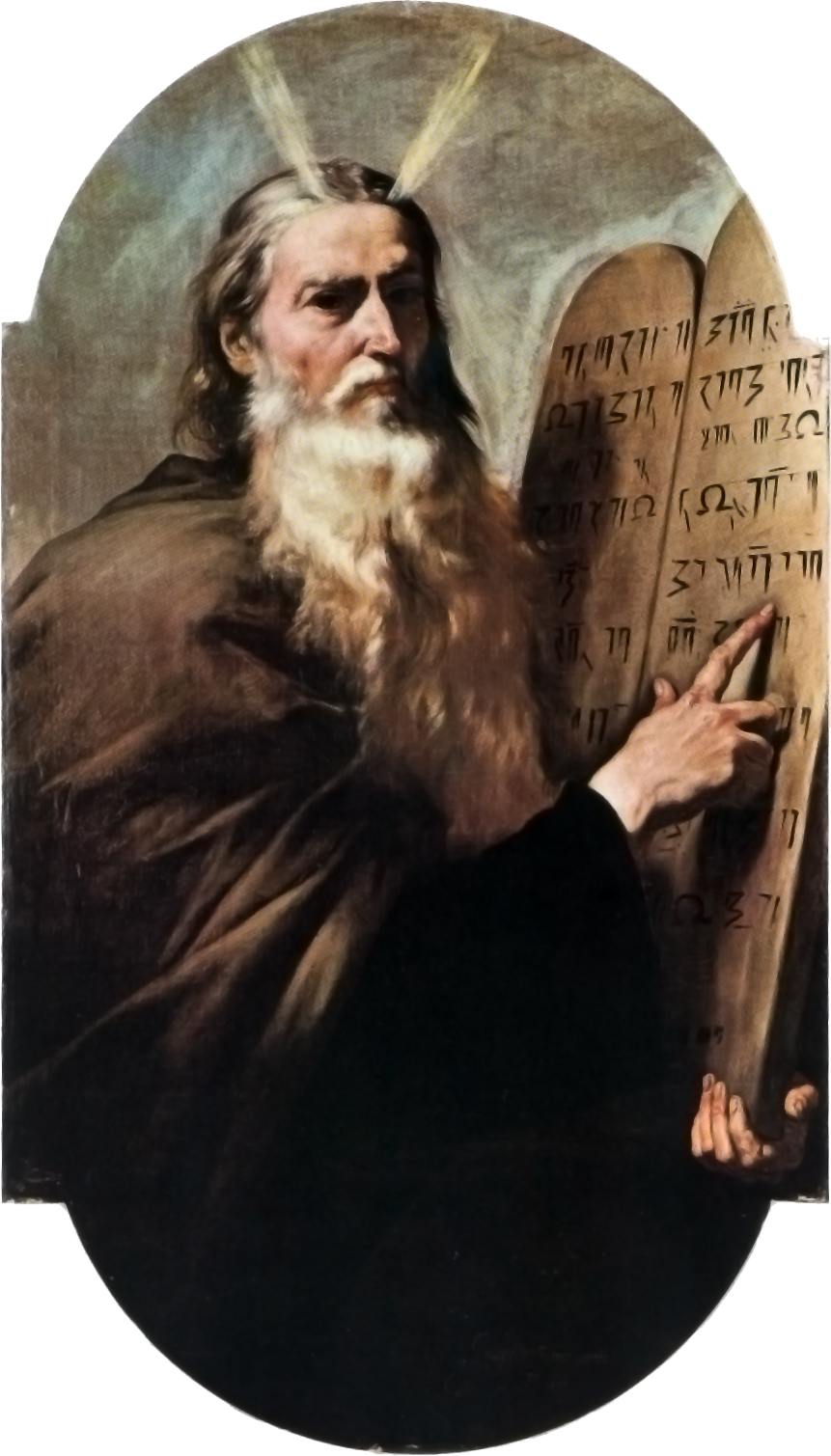
Mozes en de tien geboden – José de Ribera

Met de tien geboden (Hebreeuws:, עשרת הדברות asèrèt hadibrot, "tien woorden" of "tien uitspraken") of dekaloog (Oudgrieks: οἱ δέκα λόγοι, hoi déka lógoi, "de tien woorden") worden de leefregels aangeduid die in de Hebreeuwse Bijbel volgens het jodendom en christendom door God via Mozes aan de mensen gegeven zijn. Deze leefregels hebben ook invloed gekregen op samenlevingen waarin een abrahamistische religie dominant werd.
In de Bijbel komt de uitdrukking "de tien geboden" niet voor. De uitdrukking werd voor het eerst gebruikt door Ireneüs en Ptolemaeus Gnosticus onder verwijzing naar de vertaling in de Septuagint van Deuteronomium 10:4. Soms wordt ook de aanduiding "de stenen tafelen", "de tafelen der Wet", "Wet des He(e)ren", "De getuigenis" (naar Exodus 25:16, 21; 40:20) of "De tafelen der Getuigenis" (naar Exodus 31:18; 34:29) gebruikt. 

## Tekst van de tien geboden
De tien geboden worden in de Hebreeuwse Bijbel twee keer opgesomd: in Exodus 20:3-17 en Deuteronomium 5:7-21. Bij het lezen van de weergave in deze opsommingen valt direct op dat het over meer dan tien geboden gaat. In Exodus 20 worden minstens twaalf verboden en twee geboden gevonden, in Deuteronomium 5 zijn het twaalf verboden en drie geboden. Ondanks vele pogingen is het niet gelukt de beide opsommingen te synchroniseren, noch een originele tekst te vinden die ten grondslag ligt aan beide versies. Zelfs als individuele frases onder één opschrift worden samengevat, is het duidelijk dat het terugbrengen tot het aantal tien een oudtestamentische catechesische constructie is, bedoeld om op het symbolische tiental uit te komen.

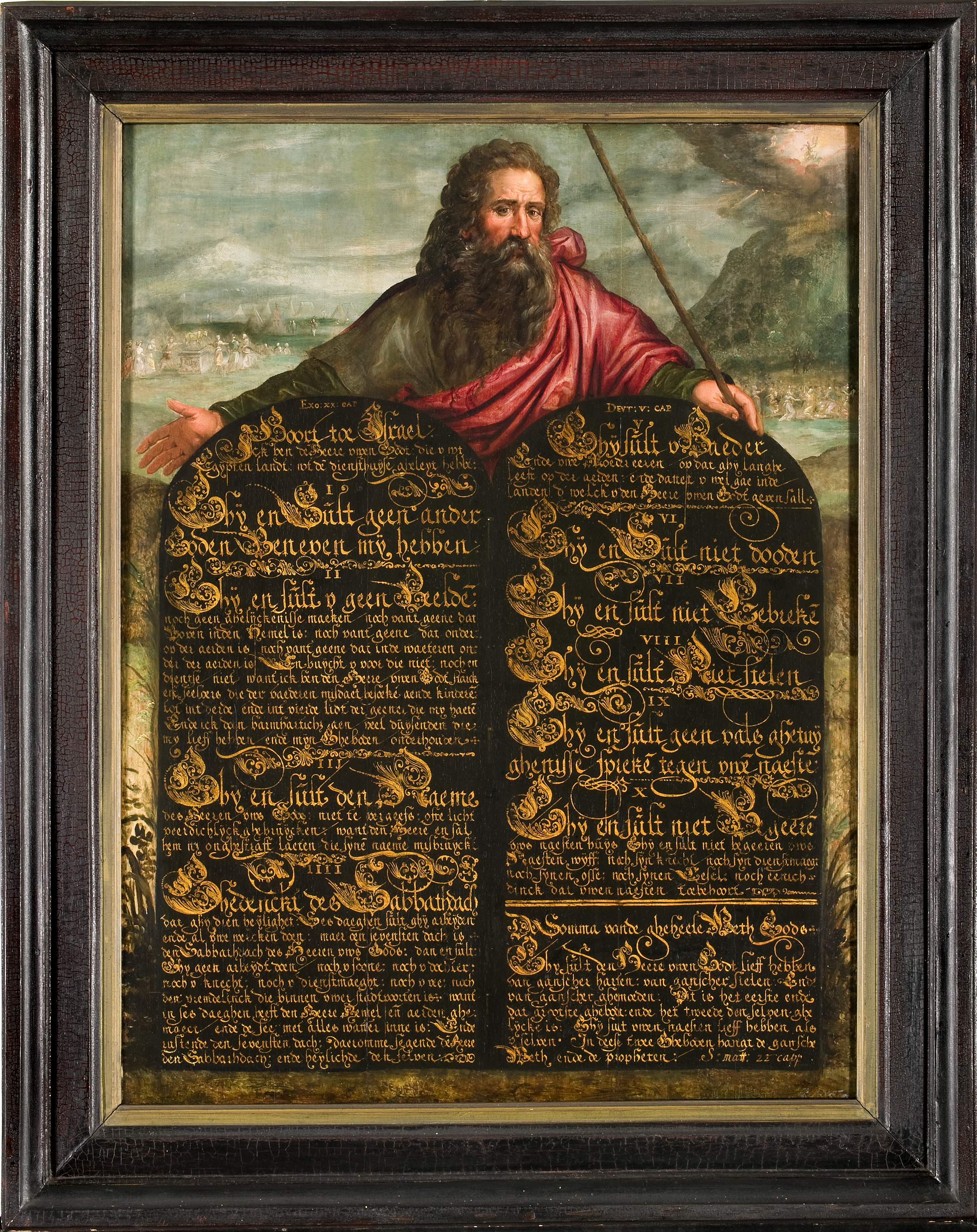
Mozes toont de wetstafelen, ±1600 – ±1624, Museum Catharijneconvent

De tekst in de Nieuwe Bijbelvertaling luidt als volgt (nummers zijn verzen in Exodus 20):
1. Toen sprak God deze woorden:
2. 'Ik ben de HEER, uw God, die u uit Egypte, uit de slavernij, heeft bevrijd.
3. Vereer naast mij geen andere goden.
4. Maak geen godenbeelden, geen enkele afbeelding van iets dat in de hemel hier boven is of van iets beneden op de aarde of in het water onder de aarde.
5. Kniel voor zulke beelden niet neer, vereer ze niet, want ik, de HEER, uw God, duld geen andere goden naast mij. Voor de schuld van de ouders laat ik de kinderen boeten, en ook het derde geslacht en het vierde, wanneer ze mij haten;
6. maar als ze mij liefhebben en doen wat ik gebied, bewijs ik hun mijn liefde tot in het duizendste geslacht.
7. Misbruik de naam van de HEER, uw God, niet, want wie zijn naam misbruikt laat hij niet vrijuit gaan.
8. Houd de sabbat in ere, het is een heilige dag.
9. Zes dagen lang kunt u werken en al uw arbeid verrichten,
10. maar de zevende dag is een rustdag, die gewijd is aan de HEER, uw God; dan mag u niet werken. Dat geldt voor u, voor uw zonen en dochters, voor uw slaven en slavinnen, voor uw vee, en ook voor vreemdelingen die bij u in de stad wonen.
11. Want in zes dagen heeft de HEER de hemel en de aarde gemaakt, en de zee met alles wat er leeft, en op de zevende dag rustte hij. Daarom heeft de HEER de sabbat gezegend en heilig verklaard.
12. Toon eerbied voor uw vader en uw moeder. Dan wordt u gezegend met een lang leven in het land dat de HEER, uw God, u geven zal.
13. Pleeg geen moord.
14. Pleeg geen overspel.
15. Steel niet.
16. Leg over een ander geen vals getuigenis af.
17. Zet uw zinnen niet op het huis van een ander, en evenmin op zijn vrouw, op zijn slaaf, zijn slavin, zijn rund of zijn ezel, of wat hem ook maar toebehoort.'

### Traditie in de Hebreeuwse Bijbel
Mozes ontving van God, op de berg Sinaï, op twee stenen tabletten ("tafelen") de tien geboden. Deze twee tafelen waren niet alleen door God gemaakt, maar ook "beschreven door Gods vinger" (Exodus 31:18; Deuteronomium 4:13; 5:22; 9:10).

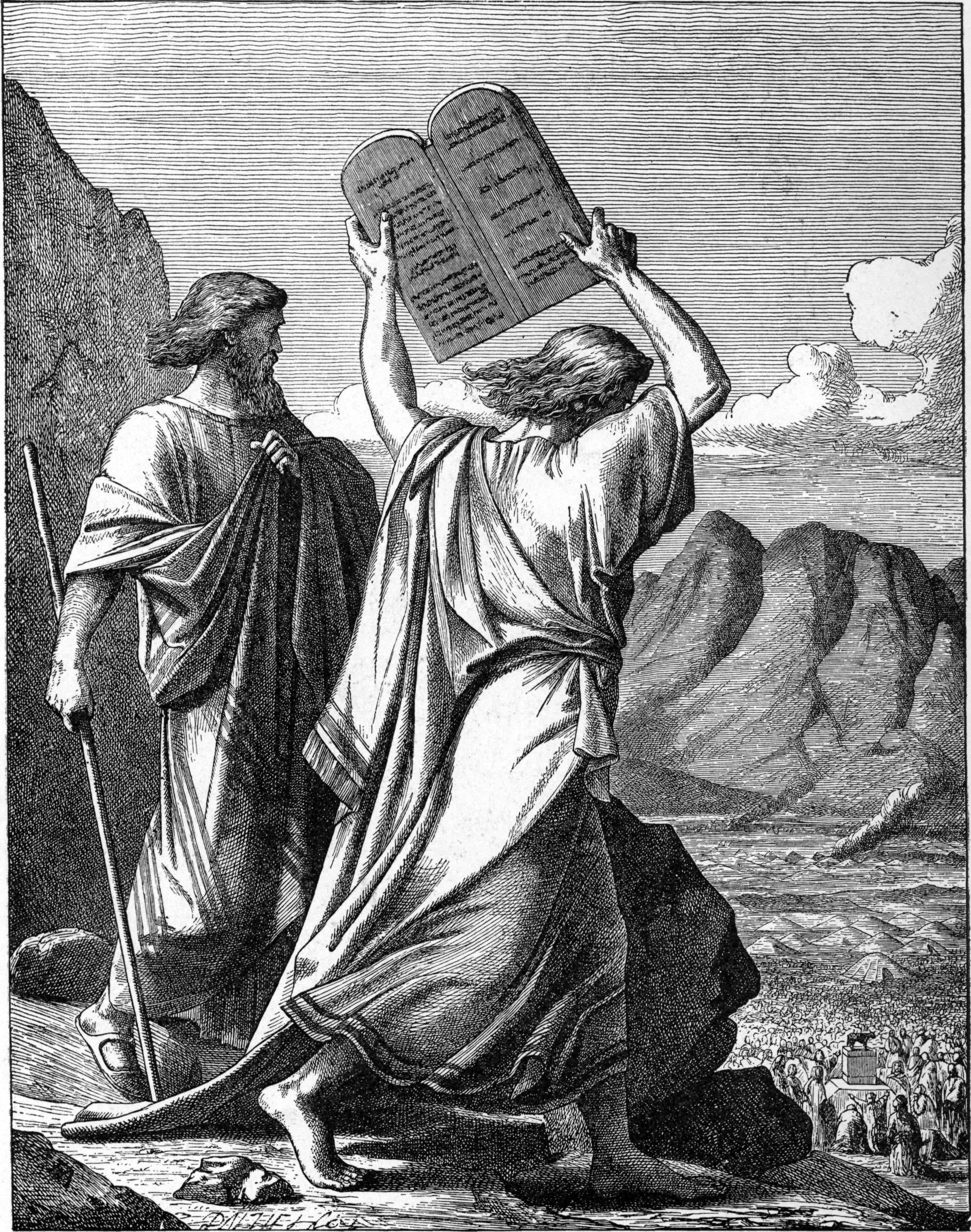
Mozes smijt de twee tafelen stuk.

In Exodus 34 staat dat God Mozes opdroeg een tweede versie van deze stenen tafelen te maken, omdat hij de eerste stuk gooide toen hij terugkwam van de berg en zag dat het volk een gouden kalf had gemaakt en aanbad. God gaf Mozes opdracht om twee stenen platen uit te hakken, waarna Hij ze zou beschrijven (Exodus 34:1), maar nadat God aanvullende geboden had gegeven waaraan de Israëlieten zich moesten houden, zei God tegen Mozes: "Stel deze geboden op schrift" (Exodus 34:27). Dit had kennelijk geen betrekking op de tien geboden, want later vertelde Mozes dat God de stenen platen die hij had uitgehakt had beschreven en aan hem had overhandigd (Deuteronomium 10:1-4). Na voorlezing aan het verzamelde volk werd deze tweede set stenen tafelen in de ark van het verbond bewaard.

## Historische context en datering
De tien geboden werden beïnvloed door vergelijkbare verbonden tussen volken en hun goden als die van de Hettieten en andere volken in Mesopotamië, zoals de Codex Hammurabi, wat duidt op een ontstaan in de periode van de 14e tot de 12e eeuw v.Chr. De formulering "geen andere goden dan ik" duidt op een context van polytheïsme, waardoor over het algemeen wordt aangenomen dat de tien geboden en het "verbondsboek" waarvan ze deel uitmaken, niet door de Jahwist zijn opgeschreven maar later, mogelijk in de periode van hervormingen door Asa rond 900 v.Chr. en hun definitieve vorm kregen in de 7e eeuw v.Chr., de tijd van Josia. Een latere datering (na 586 v.Chr.) wordt gesuggereerd door David H. Aaron.

### Vroegst bekende tekst
De oudste handgeschreven tekst van de tien geboden is het Nash papyrus uit ±150 – ±100 v.Chr. Dit papyrus is licht beschadigd en bevat een gemengde tekst van beide versies (Exodus 20 en Deuteronomium 5) met talloze orthografische varianten, zoals het Sjema met een inleiding die ontbreekt in de Masoretische Tekst maar wel voorkomt in de Septuagint. Deze combinatie wijst op liturgisch-catechetisch gebruik van de tien geboden in het jodendom van de Tweede Tempel.

### Derde lijst van geboden
In het licht van de documentaire hypothese is in Exodus 34:11-26 een derde lijst van geboden en verboden te vinden, die verschilt van de reeds genoemde gelijkaardige versies: hij is uitgebreider en bevat onder andere het gebod de altaren van andersgelovigen stuk te slaan. Deze lijst wordt soms omschreven als de "rituele dekaloog".

## Vorm en functie

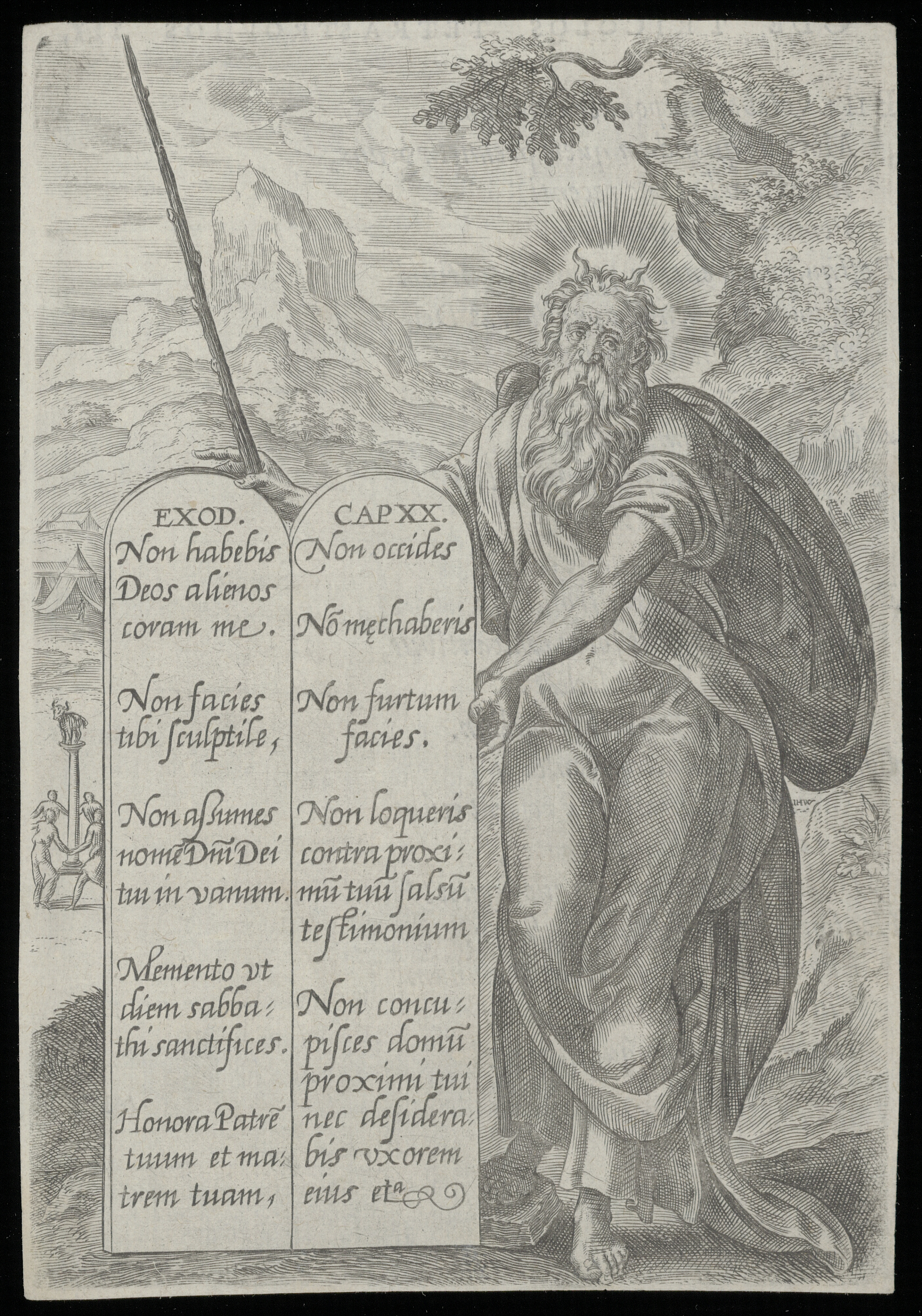
Prent van Mozes die de Tien Geboden toont. Vervaardigd op het einde van de zestiende eeuw. Bewaard in de Universiteitsbibliotheek Gent.

De formele onbalans en ongelijkvormigheid van de tien geboden wordt al heel lang opgemerkt. Naast verboden (prohibitief) staan geboden (injunctief: het eren van ouders en het houden van de sjabbat). Naast lange zinnen met uitleg (Exodus 20:4b,10b), rechtvaardigingen (Exodus 20:5b-6,7b,11) of motivaties (Exodus 20:12b) staan objectloze kort geformuleerde verboden ("pleeg geen moord, pleeg geen overspel, steel niet"). Alleen het eerste deel (Exodus 20:2-6) is duidelijk geformuleerd als een toespraak van God, terwijl in vers 12 God in de derde persoon spreekt en onverschillig blijft, hoewel de context de tien geboden helemaal introduceert als een goddelijke toespraak (vergelijk Exodus 20:1 met Deuteronomium 5:5,22). Deze formele ongelijkvormigheid houdt verband met de diversiteit van bepaalde materialen die in de tien geboden zijn verwerkt.
De formuleringen die in de tien geboden worden gebruikt, komen niet uit de juridische wereld. Het bevat geen wettelijke of feitelijke consequenties. Geen rechter kan met de tien geboden in de hand recht spreken. De tien geboden behoren daarom niet tot het domein van het recht, maar van de ethiek en de beschaving. Ze rechtvaardigen datgene dat aan alle wetten voorafgaat en waar zonder erkenning ervan geen recht bestaat. In dit opzicht hebben ze ook regulerende functies voor de wet. Fohrer en Gerstenberger hebben aangetoond dat de verbodsbepalingen en dwangmiddelen als algemene gedragsregels moeten worden beschouwd die hun thuis hebben in de clanethos en sterk verwant zijn aan de oude oosterse wijsheidsliteratuur; ze moeten niet worden beschouwd als oorspronkelijk Israëlitisch Godsrecht, ook wel apodictisch recht genoemd.
Het prohibitieve vorm lo' + indicatief ("u moet niet ...") is de sterkste vorm van ontkenning in het Hebreeuws. Het verbiedt wat geenszins geacht wordt te zijn. Daarom doet een indicatieve vertaling met "u zult niet ..." volgens sommigen geen recht aan de intentie.
Thematisch verwante reeksenformaties zijn ook elders in het oude Nabije Oosten te vinden, als een "negatieve bekentenis van zonden" (met voornamelijk magische functie) in het Egyptisch Dodenboek of als vragenlijsten die negatief moeten worden beantwoord in Mesopotamische demonbezweringen. Ze gaan echter veel verder dan het aantal van tien, zijn formeel volledig anders gestileerd en vervullen functies in magische contexten. Ze dragen daarom niets bij aan het begrip van de tien geboden. Feitelijke raakvlakken bestaan sowieso alleen met de geboden van de zogenaamde tweede tafel van de tien geboden.

## De tien geboden en de Wet van Mozes
Zoals hierboven gezegd bevat de tekst met de tien geboden geen wettelijke of feitelijke consequenties. Sommige geboden komen in de een of andere vorm wel terug in de Wet van Mozes. Daarin staat dat op bepaalde zaken, die neerkomen op het overtreden van bepaalde geboden, de doodstraf staat.

## Indeling
In Exodus 34:28 en Deuteronomium 4:13 en 10:4 worden deze regels (afhankelijk van de vertaling) de Tien woorden, Tien geboden of Tien grondregels genoemd, maar de oorspronkelijke tekst bevat geen aanwijzing waar het ene gebod eindigt en het andere begint.
Los van waar welk van de tien geboden begint en eindigt, wordt de opsomming in Exodus 20 vaak ingedeeld in drie delen:
- Proloog (vers 1,2): God maakt zich bekend en noemt de reden waarom hij de tien geboden geeft.
- Omgang van de mens met God:
  - tegen polytheïsme
  - tegen beeldenverering
  - tegen het misbruiken van Gods naam
  - over het vieren van de sjabbat
- Omgang van de mens met zijn naaste:
  - over het betonen van eerbied aan zijn ouders
  - tegen moord
  - tegen overspel
  - tegen diefstal
  - tegen het afleggen van valse getuigenis
  - tegen hebzucht

### De joodse indeling
In het jodendom wordt niet gesproken van geboden, maar van woorden: de Hebreeuwse aanduiding ‘aseret ha-dibrot betekent "de tien woorden". Men hanteert de volgende indeling:
1. Ik ben de eeuwige, uw God, die u uit het land Egypte, uit het diensthuis, geleid heb.
2. Gij zult geen andere goden voor mijn aangezicht hebben.
3. Gij zult de naam van de Eeuwige, uw God, niet ijdel gebruiken.
4. Gedenk de sjabbat, dat gij die heiligt.
5. Eert uw vader en uw moeder.
6. Gij zult niet moorden.
7. Gij zult niet echtbreken.
8. Gij zult niet stelen.
9. Gij zult geen valse getuigenis spreken tegen uw naaste.
10. Gij zult niets begeren dat van uw naaste is.

Men verdeelt de woorden soms als 1 + 3 + 3 + 3: één afgezonderd (heilig) woord, drie met betrekking tot de relatie tussen mens en God, drie met betrekking tot de verhouding tot de naaste en drie met betrekking tot het innerlijk van de mens.

### In het christendom
In het christendom zijn twee interpretatiewijzen gangbaar, namelijk:
1. als wet: Het "gij zult" kan als imperatief gelezen worden, als regels waaraan men zich moet houden, dus door God opgelegd aan zijn volk.
2. als belofte: Sommige theologen lezen echter de Tien geboden met nadruk (zoals de joden plegen te doen) op de verkondiging aan het begin, dan worden het – volgens deze theologen – woorden van belofte en bevrijding; de schets van de situatie waarnaar het volk onderweg is, een land van belofte, een wereld van rechtvaardigheid.

Verschillende groepen hebben de geboden op verschillende manieren ingedeeld. Bijvoorbeeld, protestanten vatten de regels "geen andere goden" en "geen gesneden beelden" op als twee aparte geboden. De aparte vermelding van het verbod op afgodsbeelden, vindt men ook bij oosters-orthodoxe en oosters-katholieke kerken. De Rooms-Katholieke Kerk rekent de twee eerste zinnen tot één verbod, namelijk dat op afgoderij, en interpreteren het verbod om te begeren als twee afzonderlijke geboden: één ten aanzien van vleselijke begeerte en één ten aanzien van materiële hebzucht. De protestanten en joden beschouwen dit als onderdelen van één gebod.

#### Katholieke indeling

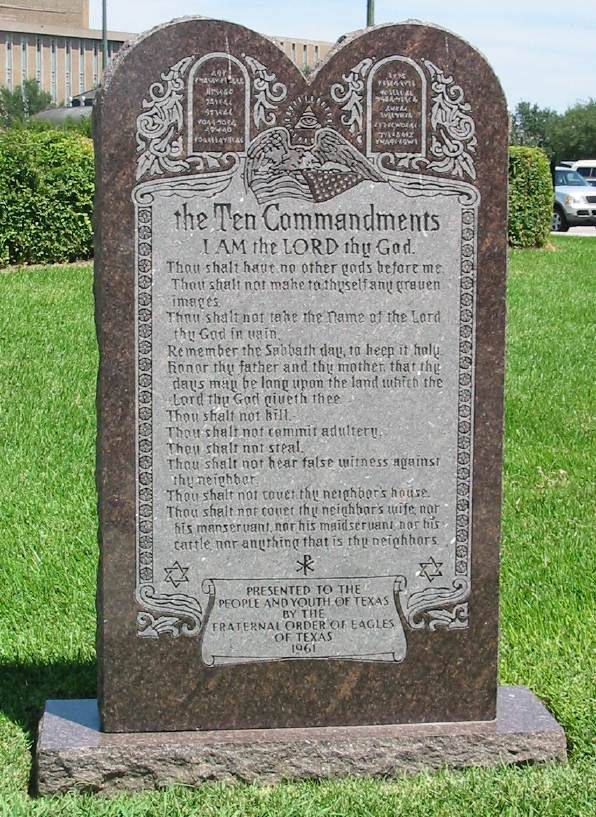
Monument op de grond van Texas State Capitol

Doordat in de katholieke indeling de eerste verbodsbepalingen samen genomen worden in één gebod, wordt het verbod op het maken van afbeeldingen onderdeel van het verbod op de afgoderij. Men mag dus geen afgoden afbeelden om die te aanbidden. Vandaar dat in een Rooms-Katholieke Kerk wel afbeeldingen (van dieren, heiligen, Christus en God) voor kunnen komen. Deze beelden worden niet als goddelijke aanwezigheid gezien of als goden, maar beschouwd als toegewijde, dierbare afbeeldingen van een geestelijke realiteit die niet direct met de materie van het beeld in relatie staat. De Tempel van Jeruzalem bevatte ook afbeeldingen van dieren, stierenbeelden, de engelen-cherubijnbeelden op de Ark van het Verbond (zie 1 en 2 Koningen), en eveneens afbeeldingen van palmbomen en engelen. Joden zelf hebben nooit religieuze afbeeldingen verboden zoals in het protestantisme. Het argument hiervoor is dat in het boek Numeri Mozes in opdracht van God een koperen slangenbeeld moet maken (de Nehushtan) en dit later religieus wordt gebruikt. De koperslang werd nadat hij alsnog werd verafgood vernietigd (2 Koningen 18:4).
1. Gij zult geen afgoden vereren, maar Mij alleen aanbidden en boven alles beminnen.
2. Gij zult de naam van de Heer, uw God, niet zonder eerbied gebruiken.
3. Wees gedachtig dat gij de dag des Heren heiligt.
4. Eer uw vader en uw moeder.
5. Gij zult niet doden.
6. Gij zult geen onkuisheid doen.
7. Gij zult niet stelen.
8. Gij zult tegen uw naaste niet vals getuigen.
9. Gij zult geen onkuisheid begeren.
10. Gij zult niet onrechtvaardig begeren wat uw naaste toebehoort.

### Vergelijkingstabel
| Gebod                                          | joods | oosters-orthodox | rooms-katholiek, lutheraans | anglicaans, gereformeerd, en andere protestanten |
| ---------------------------------------------- | ----- | ---------------- | --------------------------- | ------------------------------------------------ |
| Ik ben de Heer uw God                          | 1     | 1                | -                           | -                                                |
| Gij zult geen andere goden hebben              | 2     | 1                | 1                           | 1                                                |
| Gij zult geen afgodsbeelden maken              | 2     | 2                | 1                           | 2                                                |
| Gij zult de naam van God niet misbruiken       | 3     | 3                | 2                           | 3                                                |
| Gedenk de sabbat en houd hem in ere            | 4     | 4                | 3                           | 4                                                |
| Eer uw vader en moeder                         | 5     | 5                | 4                           | 5                                                |
| Gij zult niet doden/moorden                    | 6     | 6                | 5                           | 6                                                |
| Gij zult geen overspel plegen                  | 7     | 7                | 6                           | 7                                                |
| Gij zult niet stelen                           | 8     | 8                | 7                           | 8                                                |
| Gij zult geen valse getuigenis afleggen        | 9     | 9                | 8                           | 9                                                |
| Gij zult de vrouw van uw medemens niet begeren | 10    | 10               | 9                           | 10                                               |
| Gij zult het huis van uw medemens niet begeren | 10    | 10               | 10                          | 10                                               |

## De tien geboden in de Koran
In de Koran worden de tien geboden niet als zodanig genoemd. Wel komen diezelfde geboden voor zoals overgeleverd in de Thora, maar worden niet als de tien geboden van Mozes benoemd. Er is consensus binnen de islam dat Mozes op de berg Sinaï tien geboden kreeg. De tien geboden in de Koran zijn te vinden in Al-Anaam 6:151-153 en Al-Israa 17:22-39.

## Kunst
In de beeldende kunst ziet men vaak afbeeldingen van Mozes die met de twee stenen „tafelen” (oude term voor tablet) van de berg komt. De twee tafelen worden meestal getoond als rechthoekig met een gebogen bovenzijde. Op de ene tafel staan de Romeinse cijfers van I tot IV en op de andere van V tot X, omdat het meestal niet praktisch is de volledige tekst te schilderen.
De Poolse cineast Krzysztof Kieślowski maakte in 1988 de miniserie Dekalog, waarin er een interpretatie werd gegeven van de tien geboden.

Achterglasschildering; tiengebodenbord met stenen tafelen, waarboven Mozes en eronder de zondeval (omstreeks 1740-1759)
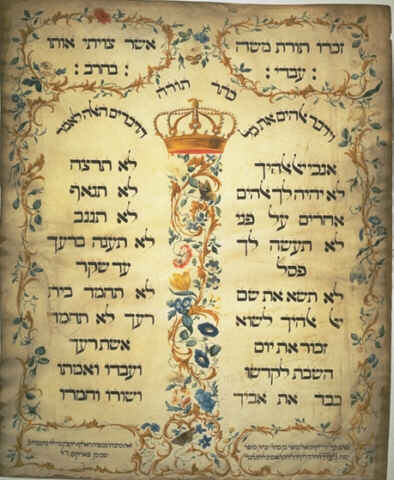
Dit uit 1768 stammende perkament van Jekuthiel Sofer bevat de Tien geboden, ter versiering van de Portugees-Israëlietische Synagoge te Amsterdam